# Sigrid Pawelke

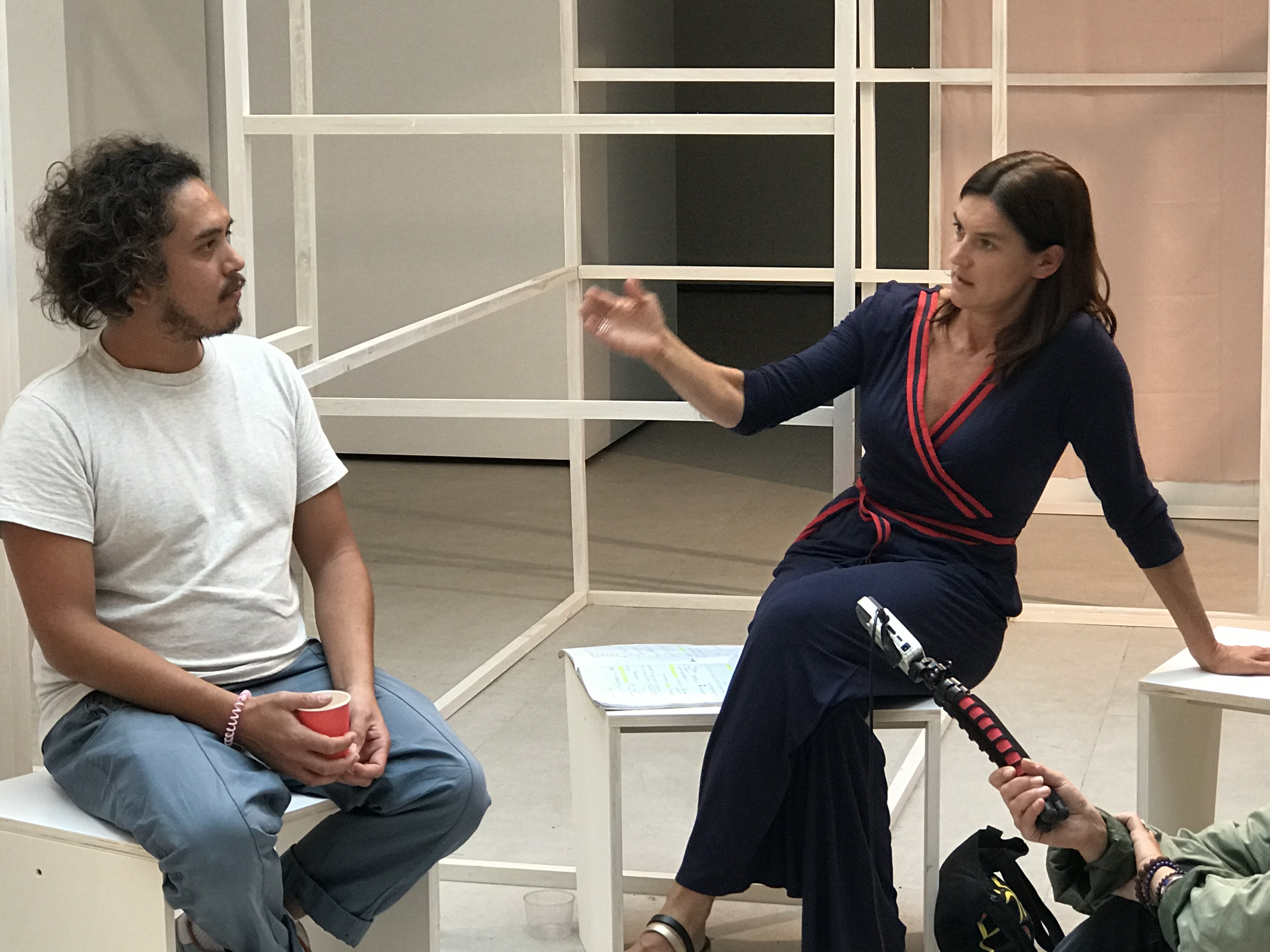
Sigrid Pawelke mit Arjuna Neuman 2020

Sigrid Pawelke (* 1971 in Regensburg) ist eine deutsche Kuratorin und promovierte Performance- und Kunsthistorikerin, die in ihrer Dissertation die Bauhausbühne und ihre Einflüsse auf die Künste in Nordamerika untersuchte. Pawelke lebt in Frankreich, wo sie an der École supérieure d’art Tourcoing unterrichtet.

## Werdegang
Sigrid Pawelke ist ausgebildet im Bereich Tanz und Performance und ist ein Tamalpa Graduate der „Life/Art-Process“-Ausbildung von Anna Halprin. Zwischen 1980 und 1992 war sie Ensemblemitglied der Traumfabrik. Sie studierte Kunstgeschichte, Theater und Filmwissenschaft an der Universität Erlangen und an der Sorbonne Nouvelle Paris und war wissenschaftliche Mitarbeiterin (Research Fellow) am Institut of Fine Arts der Universität New York unter Linda Nochlin. Sie wurde im Jahr 2000 mit der Dissertation „Einflüsse der Bauhausbühne in den USA“ an der Universität Erlangen promoviert. Ihre Arbeit untersucht die Verbindung zwischen der Bauhausbühne, Avantgarde-Performance und postmodernem Tanz in den USA – mit einem Schwerpunkt auf ästhetischen und pädagogischen Aspekten. Sie erforscht die interdisziplinären Ideen des Bauhauses, die sich in den Lehrplänen des Black Mountain College wiederfinden und unter anderem zur Entstehung von John Cages erstem „Happening“ führten. Ihre Arbeit war die erste Studie, die die Beziehung zwischen dem europäischen Bauhaus und der amerikanischen experimentellen Bühne in ganzer wissenschaftlicher Tiefe untersucht und detailliert aufzeigt.
Pawelke unterrichtete Performance Art in Theorie und Praxis an der Sorbonne Nouvelle III, der Universität Paris VIII, der Parsons School of Design Paris und Kunstgeschichte an der Kunstakademie Aix-en-Provence. Pawelke ist international tätig und hielt Vorträge und Workshops unter anderem in Beirut, Berlin, Budapest, Rouen, Stockholm, Venedig oder Vilnius. So leitete sie 2022 Workshops an der Università Ca’ Foscari in Venedig „Miteinander – creative collective body processes in the anthropocene“ → (footnote) und „Wake up: Körper und Biosphäre“ in Ypres, Belgien. Pawelke war Gastrednerin am Centre Pompidou in Paris, in den Kunst-Werken Institute for Contemporary Art Berlin, am Bauhaus Dessau, an der Università Ca’ Foscari in Venedig und am PRATT Institute in New York.
Pawelke entwickelte Projekte und Programme für die Fondation de France, die Stiftung Bauhaus Dessau, die Alfred Toepfer Stiftung und die Bundeszentrale für politische Bildung Deutschland. Zwischen 2006 und 2010 initiierte und entwickelte sie das Programm „Neue Auftraggeber“ in Deutschland. In Zusammenarbeit mit sechs Kuratoren und Kunstinstitutionen (u. a. Deichtorhallen Hamburg) erweiterte sie die europäische Plattform „Neue Auftraggeber“ aus Frankreich, Belgien und Italien heraus nach Deutschland mit dem Ziel, Kunst von und für die Zivilgesellschaft zu realisieren.
Pawelke hat sich spezialisiert auf Kunstprojekte im urbanen Raum und auf Kunstprojekte mit sozialen und umweltbezogenen Themen. Sie arbeitete im PS1 Center of Contemporary Art in New York, der Fondazione Pistoletto Biella und interessiert sich besonders für die gesellschaftliche Relevanz und die Auswirkungen ihrer Projekte und Interventionen.
Sie hat mit den Künstlern Lucy Orta, Jorge Orta, Jochen Gerz und Michelangelo Pistoletto gearbeitet und organisierte Workshops mit Choreographen wie VA Wölfl, Philippe Découflé, Angelin Preljocaj, Rachid Ouramdane, Marcos Morau, Niv Sheinfeld und Oren Laor.
2015 zeigte sie Film-Interviews mit ehemaligen Black-Mountain-Studenten als Teil einer Ausstellung am Museum für Gegenwart in Berlin, unter anderen mit Ati Gropius, Anna Halprin und Yvonne Rainer. 2019 entwickelte sie zusammen mit dem Choreographen Dimitri Chamblas „Unlimited Bodies“, ein siebentägiges interdisziplinäres Experiment, basierend auf den radikalen Pädagogika des Bauhauses, für die Biennale Performa 19 in New York.  Im Rahmen der Biennale Manifesta 13 in Marseille kuratierte Pawelke 2020 fünf Podiumsdiskussionen zum Thema „Kunst, Gesellschaft und Ökologie“ als Teil des Kunstprojekts „Infinite Village“ von Cora von Zezschwitz und Tilman.

## Publikationen (Auswahl)
- 2015: Black Mountain College : art, démocratie, utopie + Alan Speller, Black Mountain : enseignement artistique et avant-garde. Rezension. In: Critique d’art. ISSN 2265-9404, doi:10.4000/critiquedart.15474 (französisch).
- 2009: Kunst und Zivilgesellschaft – bestehende Modelle und neue Wege, Im Fokus: Demokratie und Beteiligung, Wegweiser Bürgergesellschaft, Stiftung Mitarbeit, Bonn, S. 67–70, ISBN 978-3-941143-02-9
- 2005: Die Einflüsse der Bauhausbühne in den USA: Eine Studie zur Verbindung der Bauhausbühne mit der amerikanischen Performance Avantgarde und dem Postmodernen Tanz, unter ästhetischen und pädagogischen Aspekten. Roderer Verlag, Regensburg, ISBN 978-3-89783-459-0
- 2002: We could be anywhere, I know this place, Die Anthologie der Kunst von Jochen Gerz, Lettre International, LI 059, Berlin[20]

## Konferenzen (Auswahl)
- 2003 Vortrag: „NO FUTURE – the world and politics in the ANTHOLOGY OF ART“[21], Museum of Fine Arts (Budapest)
- 2003 Vortrag: „Kunst und Stadt: innovative Herangehensweisen“, École nationale supérieure d'architecture de Paris-Malaquais[22]
- 2009 Kurator: „Europa-Konferenz der Neuen Auftraggeber (Nouveaux commanditaires): ein Modell für eine Kunst der Zivilgesellschaft“, Kunstwerke Berlin, Germany. Mit Bruno Latour und Chantal Mouffe unter anderem; In Zusammenhang mit dem dreitägigen Seminar der Neuen Auftraggeber, Siggen. 9 Oktober, 2009, Kunst-Werken Institute for Contemporary Art Berlin, Germany[23]
- 2009 Vortrag: „Open Engagement, Commissioning and Producing Art for the Public Realm“, Marabouparken und Polska Institutet Stockholm, Sweden. Titel: Creative planning, artistic brief and New Patrons. 25.–28. September 2009[24]
- 2010 Co-Kurator und Vortrag: „Vorstellungsvermögen“ Symposium, Konzert und Performance, Bauhaus Dessau. Titel: Bauhaus Pädagogik und seine Bühne: die Grundlage für die Performances am Black Mountain College[6]
- 2010 Vortrag: „The Impact of Cultural and Citizenship Education on Social Cohesion“, Vilnius. Titel: Culture as a Driving Force for Social and Political Participation on the basis of the art commission program New Patrons[25]. Titel des Workshops: Culture as a Driving Force for Social and Political Participation: How Could Social Realities Be Formed and Changed Through the Arts?[26]
- 2011 Vortrag: „Performance am Black Mountain College – einem amerikanischen Bauhaus“, Öffentlicher Vortrag, Centre Pompidou, Paris, Frankreich, 23. November 2011[5]
- 2012 Kurator und Vortrag: „Back and forth: From life to art – John Cage“, Ecole supérieure d’art d’Aix en Provence, Aix en Provence and Alphabetville Marseille[27], Frankreich: Viertägiges Symposium mit Workshops über John Cage[28]
- 2015 Kurator und Vortrag: „Tanz und Kunst – neue Experimente“, Ecole supérieure d’art d’Aix en Provence, Aix en Provence, France: Zweitägiges Symposium zur Frage der Interaktion von visueller Kunst und Tanz 9.–10. März 2015, Ecole supérieure d’art Aix en Provence, Frankreich[29]
- 2015 Kurator und Vortrag: „Migration – Strategien der Kreation“: Zweitägiges Symposium zur Migrationskrise, mit Migranten, NGOs, Künstlern, Architekten, Experten, Politiker und Wissenschaftlern um kreative Strategien zu entwickeln; In Verbindung mit dem Workshop „Misplaced Women“ der serbischen Künstlerin Tanja Ostojić, 14.–16. Dezember 2016, Ecole supérieure d’art Aix en Provence, Frankreich[30]
- 2016 Kurator und Vortrag: „Kunst und Biosphere – Geburt einer neuen Wahrnehmung“, Aix en Provence, Frankreich: Dreitägiges Symposium mit mehr als 20 Teilnehmern: Künstler, Designer, Architekten, Forschern, Wirtschaftsexperten, Wissenschaftlern und ein halbes dutzend Kunst und Kulturinstitutionen; 20.–22. April 2016, Ecole supérieure d’art Aix en Provence, Frankreich[31]
- 2016 Vortrag: „Partitur und Diagramm als kreatives Werkzeug am Bauhaus und im Werk von Anna und Lawrence Halprin“, zusammen mit einem Performance Workshop zum Gebrauch des RSVP Cycle von Anna und Lawrence Halprin, ESADHaR, Ecole supérieure d’art et de design Le Havre-Rouen, Frankreich[32]
- 2019: Vortrag: „Bauhausbühne in Amerika“, Teil der Ausstellung „Bauhaus und Amerika. Experimente in Licht und Bewegung“, Landesmuseum Münster[33]
- 2019: Vortrag: “Eine kontextuelle Umwelt-Pädagogik: Experiments in the Environment von Anna und Lawrence Halprin”, Symposium “100 Jahre Bauhaus”, ENSA Architektur-Hochschule, Toulouse, France[34]
- 2019: Vorträge: “The Weird Bauhaus and performative innovation” und “The Bauhaus stage”, PRATT Institute, art history, New York, United States[8]
- 2020: Vortrag: “Künstler-Frauen der Manifesta 13 in Marseille”, Europäische Biennale, Aix en Provence, France[35]
- 2022: Vortrag – „Black Mountain – Live art and the art to live“, Università Ca’ Foscari, Venedig, Italien[36]

## Residenzen
- 2003 Kurator und Forscher: „Urban Walk“ mit Ausstellung: Urbane Problematiken in post war Beirut, BEIRUT STREET FESTIVAL[37], ZICOhouse, Libanon
- 2005 Teilnehmer: „Social Responsible Transformation“ – Interdisziplinäre Residenz, Kunstprojekte und Workshops, Cittadellarte/Fondazione Pistoletto, Biella, Italien: Viermonatige Residenz mit 15 internationalen Künstlern, Kuratoren und Forschern. Projekt: „Un gioco: la tua casa, il tuo segno, la tua scelta“: Installation eines Spielhauses auf dem öffentlichen Platz mit Workshops zum Thema Haus/Heimat für italienische und Migrations-Kinder und Jugendliche, 1. Juli – 31. Oktober, 2015, University of Ideas, Fondazione Pistoletto, Biella, Italy[38]